# Donji Kukuruzari
Donji Kukuruzari est un village et une municipalité située dans le comitat de Sisak-Moslavina, en Croatie. Au recensement de 2001, la municipalité comptait 2 047 habitants, dont 76,99 % de Croates et 21,06 % de Serbes ; le village seul comptait 226 habitants.

## Localités
La municipalité de Donji Kukuruzari compte 15 localités :
| - Babina Rijeka - Borojevići - Donja Velešnja - Donji Bjelovac - Donji Kukuruzari | - Gornja Velešnja - Gornji Bjelovac - Gornji Kukuruzari - Knezovljani - Komogovina | - Kostreši Bjelovački - Lovča - Mečenčani - Prevršac - Umetić |